# Comboios de Portugal
A CP (portugálul Comboios de Portugal – CP) a Portugál Államvasutak rövidítése.

## Leányvállalatok
- CP Frota
- CP Serviços
- CP Carga
- CP Alta Velocidade
- CP Longo Curso
- CP Regional
- CP Lisboa
- CP Porto

## Vonalak

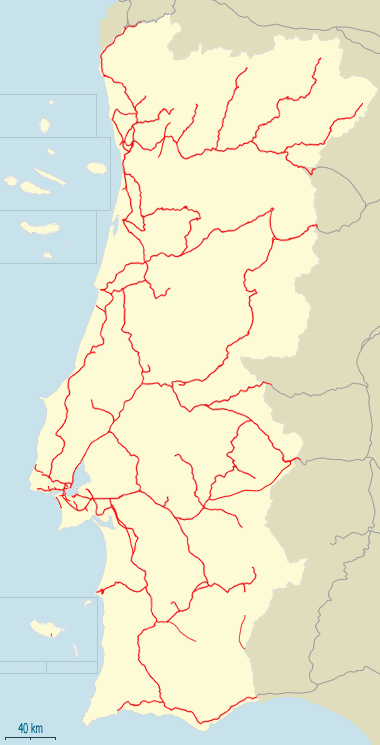
A CP vonalai

A hálózat hossza 2676 km széles nyomtávolsággal (1668 mm), ebből 1180 km villamosított 25 kV 50 Hz-cel, és 25 km 1500 V egyenárammal. A kisvasutak hossza 138 km (1000 mm nyomtáv), nem villamosítottak.
Komoly probléma Portugáliában a standardnál szélesebb 1668 mm-es ibériai nyomtáv. Elméletben a széles nyomtáv hasznos lehet nagyobb vagy gyorsabb szerelvények közlekedtetésére, de Európa nagy részén az 1435 mm-es standard nyomtáv terjedt el, a francia és német nagysebességű vonalakat is beleértve. Az országnak azonban valamiféle történelmi oka volt a széles nyomtáv bevezetésére a 19. század közepén (például egy francia invázió megakadályozása, vagy egy gyakorlati kompromisszum a helyi hosszmértékegységek között), és ezért ma az a furcsa helyzet állt elő, hogy a hagyományos forgalom széles nyomtávot használ, de az újonnan épülő gyorsabb pályák (mint a spanyol AVE és a most tervezett Madrid–Lisszabon nagysebességű vasútvonal) keskenyebb, standard nyomtávúak.